# Gastrorchis tuberculosa
Gastrorchis tuberculosa är en orkidéart som först beskrevs av Louis Marie Aubert Du Petit-Thouars, och fick sitt nu gällande namn av Rudolf Schlechter. Gastrorchis tuberculosa ingår i släktet Gastrorchis och familjen orkidéer. Inga underarter finns listade i Catalogue of Life.